# غواصة الفئة الثانية
غواصة الفئة الثانية هي فئة غواصات من غواصات يو بوت صممت من قبل ألمانيا النازية، تم تصميمها على غرار الغواصة سي في-707 الفلندية، عن طريق شركة وهمية هولندية اسسها الالمان للالتفاف على معاهدة فرساي وابقائهم ليسو بعيدين عن تطوير الغواصات وهي شركة أي في أس. والتي بنيت في عام 1933 من قبل حوض بناء السفن كريشتون-فولكان الفنلندية في توركو بفنلندا. كان ت هذه الفئة من الغواصات صغيرة جدا للقيام بعمليات متواصلة بعيدة المدى. استعملت في في مدارس التدريب وإعداد ضباط البحرية الألمانية الجدد لتاهيلهم للقيادة. ظهرت في أربعة أنواع فرعية لهذه الفئة.

## خلفية
تم تجريد ألمانيا من غواصاتها بواسطة معاهدة فرساي في أعقاب الحرب العالمية الأولى، ولكن في أواخر العشرينات وبداية الثلاثينات بدأت في إعادة بناء قواتها المسلحة. تسارعت وتيرة إعادة التسلح تحت قيادة الفوهرر أدولف هتلر، ودخل الخدمة أول قارب يو من الفئة الثانية في 11 فبراير 1935. مع العلم أن العالم سيرى هذه الخطوة نحو إعادة التسلح، لكن توصل هتلر إلى اتفاق مع بريطانيا لبناء سلاح بحرية يصل إلى 35٪ من حجم البحرية الملكية من السفن السائرة على السكح، ولكنه مساويا للبريطانيين في عدد الغواصات. تم توقيع هذه الاتفاقية في 18 يونيو 1935، وإطلاق غواصة يو-1 بعد 11 يومًا.